# Янко, Ричард
Ричард Чарльз Мюррей Янко (англ. Richard Charles Murray Janko, род. 30.05.1955) — англо-американский филолог-классик. Заслуженный именной профессор Мичиганского университета, ранее профессор UCL, UCLA и Колумбийского университета.
Окончил кембриджский Тринити-колледж с первоклассной степенью бакалавра по классике (1976) и в 1980 году получил там же степени магистра искусств и доктора философии (Ph.D.).
Докторскую диссертацию по раннегреческому языку защитил под руководством Джона Чедвика.
В 1979—1982 годах был научным сотрудником родного колледжа.
Преподавал в Сент-Эндрюсском университете (1978—1979), Колумбийском университете (1982—1987, с 1985 года профессор), Калифорнийском университете в Лос-Анджелесе (1987—1994, профессор классики) и Университетском колледже Лондона, где был профессором греческого в 1995—2002 годах.
С 2002 года именной профессор Мичиганского университета, заслуженный с 2011 года.
Был приглашённым профессором в Высшей педагогической школе в Пизе (2000) и в Американской школе классических штудий в Афинах. В 2000 году сотрудник Института перспективных исследований в Принстоне.
Гражданин США.
Среди прочих языков, читает и по-русски.
Член Американской академии искусств и наук (2006) и Американского философского общества (2009).
Удостоен Гудвиновской награды за заслуги (2001) от Американской филологической ассоциации.
Лауреат премии им. Т. Моммзена (Италия, 2002).
В книге «Homer, Hesiod and the Hymns» (1982) Р. Янко на основе статистического исследования неопровержимо подтверждает то, что «Илиада» является древнейшей поэмой на греческом языке, за ней следовала «Одиссея», и, после некоторого промежутка, — гесиодовские «Теогония» и «Труды и дни», а с ними или позже — гомеровские гимны.

## Книги
- Homer, Hesiod and the Hymns (Cambridge, 1982)